# Annabelle Laure Ali
Annabelle Laure Ali (Yagoua, 4 marzo 1985) è una lottatrice camerunese, specializzata nella lotta libera.
Ha partecipato a tre edizioni dei Giochi olimpici estivi (2008, 2012 e 2016).

## Palmarès

### Giochi del Commonwealth
- 1 medaglia:
  - 1 argento (Glasgow 2014 nei 75 kg)